# Euzancla orphnina
Euzancla orphnina är en fjärilsart som beskrevs av Bethune-Baker 1908. Euzancla orphnina ingår i släktet Euzancla och familjen nattflyn. Inga underarter finns listade i Catalogue of Life.